# マカビ (潜水艦)
マカビ (USS Macabi, SS-375) は、アメリカ海軍の潜水艦。バラオ級潜水艦の一隻。艦名は熱帯に生息し体長3フィートに成長するソトイワシ科に属する大型魚ボーンフィッシュのスペイン語名に因んで命名された。

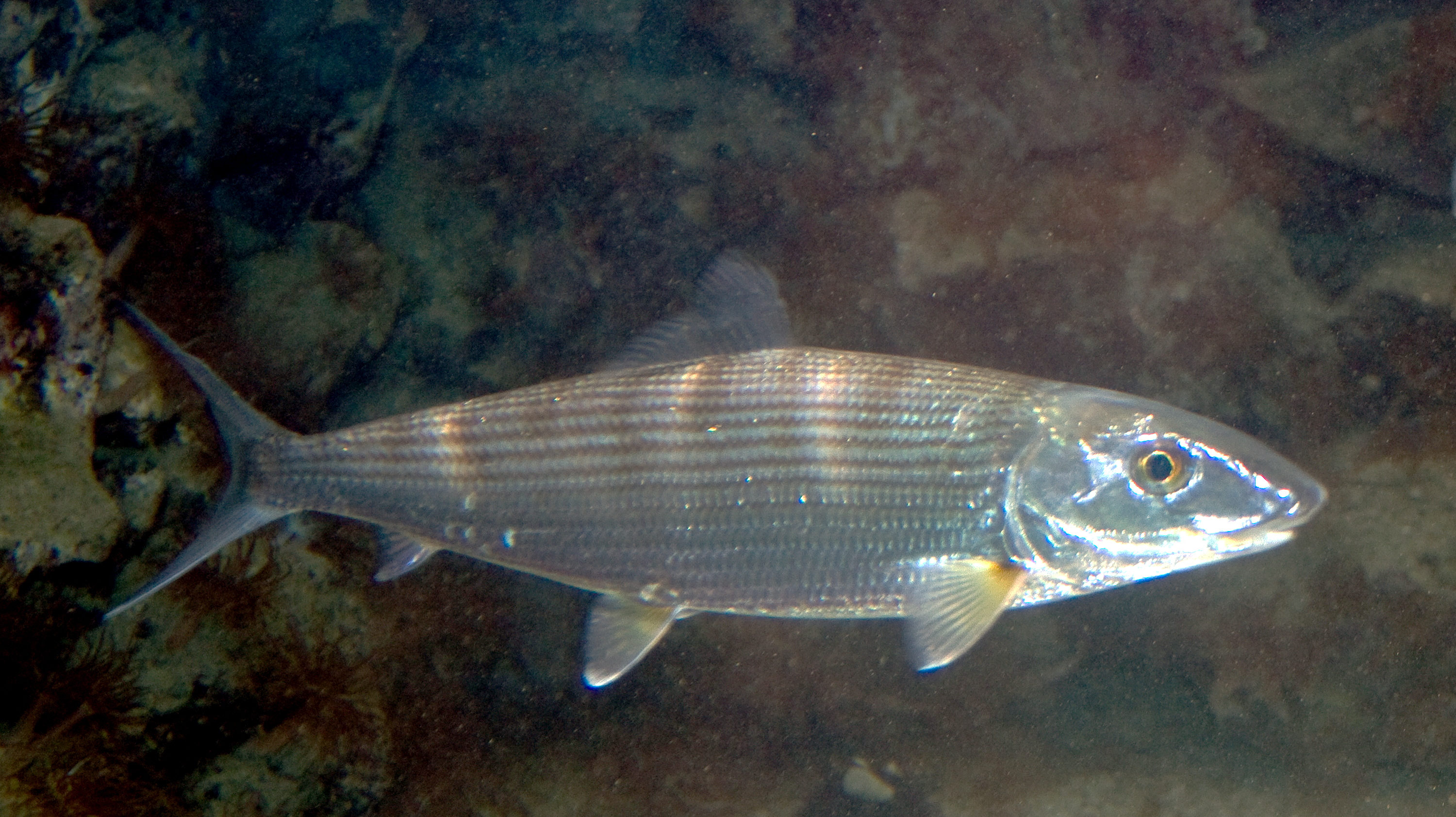
ボーンフィッシュ（スペイン名Macabijo）

## 艦歴
マカビは1944年5月1日にウィスコンシン州マニトワックのマニトワック造船で起工した。9月19日にアーサー・S・カーペンダー少将の夫人によって命名、進水し、1945年3月29日に艦長アンソニー・S・ドロップ中佐（アナポリス1932年組）の指揮下就役する。ミシガン湖での公試後、マカビはイリノイ州ロックポートで浮きドックに納められ、ミシシッピ川に向けてシカゴ運河を通過し、4月26日にニューオーリンズに到着した。その3日後、マカビはパナマ沖での整調に出航する。マカビは6月3日にパナマ運河地帯のバルボアを出航し、真珠湾で最後の訓練を行った。

### 哨戒と戦後
7月6日、マカビは最初の、そして唯一の哨戒でトラック諸島方面に向かった。グアムアプラ港での補給と整備を経て哨区に向かう。7月21日にトラック沖の救助配備担当海域に到着。およそ10日後にモエン島沖で航空攻撃を受け、潜航を強いられた。その後、マカビは一旦アプラ港に戻り、8月4日から13日まで修理を行う。終戦時には修理を終えて再度トラックへ向かう途中であった。マカビは帰還命令を受けた。8月27日、マカビは42日間の行動を終えて真珠湾に帰投した。2日後の8月29日まで真珠湾に停泊した後出航し、9月5日にサンフランシスコに到着した。12月12日にメア・アイランド海軍造船所入りし不活性化オーバーホールを行った後、1946年6月16日に退役した。

### アルゼンチン海軍
1960年4月1日にアメリカ海軍とアルゼンチン海軍はマカビおよびランプレイ (USS Lamprey, SS-372) の2隻の潜水艦を移籍させる協定に署名した。マカビは相互防衛援助計画の下1960年8月11日にアルゼンチン海軍へ貸与された。マカビはサンタフェ (ARA Santa Fe, S-11) と改名され、ランプレイは サンティアゴ・デル・エステロ (ARA Santiago del Estero, S-12) と改名された。サンティアゴ・デル・エステロの艦長はフリオ・A・アウレジであった。
2隻の潜水艦は1960年9月23日にサンフランシスコを出航し、11月30日にマル・デル・プラタ海軍基地に到着した。その後、マカビはアメリカ海軍から除籍され、1971年9月1日にアルゼンチンに完全に売却された。1年後の1972年にはアルゼンチン海軍から除籍され、僚艦修理のための予備部品として解体された。